# Anomalon nepalense
Anomalon nepalense là một loài tò vò trong họ Ichneumonidae.